# Voronkî, Ciornuhî
Voronkî (în ucraineană Вороньки) este localitatea de reședință a comunei Voronkî din raionul Ciornuhî, regiunea Poltava, Ucraina.

## Demografie
Componența lingvistică a localității Voronkî
     Ucraineană (98,52%)
     Rusă (1,48%)
Conform recensământului din 2001, majoritatea populației localității Voronkî era vorbitoare de ucraineană (98,52%), existând în minoritate și vorbitori de rusă (1,48%).